# اکسل انترتینمنت
اکسل انترتینمنت (انگلیسی: Excel Entertainment) شرکت فیلم‌سازی هندی است که توسط فرهان اختر در سال ۱۹۹۹ در شهر بمبئی تأسیس گردید. این شرکت به‌طور عمده در حوزه تولید فیلم هندی فعالیت می‌کند.
اولین فیلمی که این کمپانی در امر ساخت آن اهتمام ورزید فیلمی تحت عنوان خواسته دل بود که مورد تمجید منتقدان واقع شد. این شرکت با حضور دو فیلم خود به نام‌های خواسته دل و راک آن!! در جشنوار جایزه ملی فیلم چند جایزه را برنده شد. آنها با تولید فیلم‌هایی همچون دان: تعقیب دوباره آغاز می‌شود، زندگی روز به روزه، علاف‌ها، بگذار قلب بتپد و رئیس به خاطر معرفی شخصیت‌های منحصر به فرد و سبک معاصر سینما شناخته شده‌اند.
شرکت اکسل انترتینمنت همچنین وارد فعالیت در حوزه توزیع فیلم گردید و نسخه دوبله شده به زبان هندی فیلم کی.جی.اف: بخش ۱ (۲۰۱۸) که فیلمی اکشن دلهره‌آور درام تاریخی است و به زبان کانادایی تولید شده بود و قسمت دوم این فیلم تحت نام کی.جی.اف: بخش ۲ (۲۰۲۲)، که در هر دو فیلم یاش نقش‌آفرینی کرده بود را توزیع کرد. این شرکت همچنین فیلم حماسی درام تاریخی زنده باد ناراسیما ردی (۲۰۱۹) با نقش‌آفرینی چیرانجیوی را توزیع کرده‌است.